# Ranija Al-Abdulah
Ranija Al-Abdulah  (arapski:رانية العبدالله) (rođena kao Ranija Al-Jasin; Kuvajt, 31. kolovoza 1970.) je kraljevska supruga jordanskog kralja Abdulaha II.

## Rani život
Ranija Al-Jasin rođena je u Kuvajtu u palestinskoj obitelj. Osnovnu i srednju školu završila je u Novo-engleskoj školi u Kuvajtu. Diplomirala je poslovnu administraciju na američkom sveučilištu u Kairu. Nakon diplomiranja 1991. godine Ranija je radila u gradskoj banci prije nego što se zaposlila u Apple Computers u Jordanu.

## Brak i djeca
Svog sadašnjeg muža, kralja Abdullaha bin Al-Huseina, tada još uvijek princa, upoznala je na večernjoj zabavi 1993. godine. Dva mjeseca kasnije oglasili su zaruke, a 10. lipnja 1993. sklopili su brak.
Imaju četvoro dece:
- Husein (rođen 28. lipnja 1994.)
- Iman (rođen 27. rujna 1996.)
- Salma (rođena 26. rujna 2000.)
- Hašem (rođen 30. siječnja 2005.)

## Jordanska kraljica
Kraljica Ranija je veliki pobornik borbe za prava jordanskih žena. Zahvaljujući njenoj podršci, položaj žena u Jordanu se znatno popravio. 9. lipnja 2004. godine, njen muž, kralj Abdulah II. dodijelio joj je počasni čin pukovnika Jordanskih oružanih snaga.
2005. god. proglašena je za treću najljepšu ženu sveta na listi koju su sastavili čitatelji poznatih magazina Harpers i Quins. Također, u trenutku stupanja kralja Abdulaha II. na prijestolje, Ranija je bila najmlađa kraljica na svijetu.
Njene aktivnosti usmjerene su na rješavanje pitanja od nacionalnog značaja kao i na nekoliko suštinskih pitanja kao što su:
- Povećanje nacionalnog dohotka
- Primjena optimalnih rješenja na polju mikrofinancija
- Zaštita djece od nasilja
- Promocija programa ranog razvoja djece u djetinjstvu
- Uvođenje informacijskih tehnologija u škole

Neke od organizacija u kojima je kraljica aktivna su:
- Rečna fondacija Jordana
- Samit arapskih žena
- Arapska akademija za bankarstvo i financijske znanosti - pionirski institut na Bliskom istoku koji nude tehničku i akademsku obuku iz oblasti bankarstva i financija
- Jordansko udruženje za borbu protiv raka
- Nacionalni tim za sigurnost u obitelji
- Nacionalni tim za rani razvoj
- Sigurnosni centar za djecu u Dar Al-Ammanu (centar za djecu žrtve nasilja u obitelji i za zanemarenu djecu, prvi takav centar na Bliskom istoku)

## Međunarodne aktivnosti
U 2004. godini kraljica Ranija predsjedavala je odborom za nominacije novoformiranog Globalnog foruma mladih lidera koji je dio Svjetskog ekonomskog foruma. Također je angažirana i u sljedećim međunarodnim organizacijama:
- Svjetski ekonomski forum (član osnivačkog odbora)
- Fond UN-a za djecu (osobito Globalna liderska inicijativa)
- Fond za cijepljenje (član odbora od 2002. godine)
- Fondacija za međunarodnu pomoć zajednicama (član odbora od 2003. godine)
- Međunarodna fondacija za borbu protiv osteoporoze

## Vanjske poveznice
- Službena stranica
- Kraljica Ranija u vijestima